# Калитниковский пруд
Кали́тниковский пруд (Сиби́рский пруд) — искусственный водоём Мещёрской озерно-ледниковой низменной равнины, расположен на юго-востоке г. Москва, в юго-восточной части района «Таганский» Центрального административного округа Москвы. Запруда р. Хохловка (Калитниковского ручья) .

## Географическое положение
Калитниковский пруд расположен в западной части Мещёрской низменности (Подмосковная Мещёра), в пределах района «Таганский». Восточнее пруда проходит граница района «Нижегородский», южнее от Калитниковского пруда расположено Калитниковское кладбище. До XX в. представлял собой заболоченные запруды Хохловки (в верхнем течении реки), окруженные оврагами. Ниже по течению располагалось Карачаровское болото.

## История
Пруд приобрел современные очертания лишь в 1920-е гг. Два пруда, первоначально созданные на Хохловке, просуществовали до конца XIX в. (территория спущенных прудов с 1880-х по 1900-е находилась в расширенных границах Калитниковского кладбища, в нач. XX в. над руслом Хохловки сложилась Средняя Александровская ул. Александровской Слободы). Около 1925 г. на Средней Александровской ул. (тогда и сейчас — Средней Калитниковской ул.) возводят канализационный парк, для которого сооружают Калитниковский пруд.

### Этимология
Первое название пруда — Калитниковский — связано с названием исторической местности Калитники, которая располагалась в верхнем течении Хохловки. Калитники по преданию князь Иван Калита пожаловал Крутицкому подворью . Существует иная версия происхождения названия предполагающая, что в Калитниках жили калитники — мастера, делавшие кожаные сумки и кошели (калиты). Сибирский пруд назван по Сибирскому проезду, расположенному юго-западнее, за кладбищем. Проезд в свою очередь получил название по располагавшемуся в том месте отделению Сибирского банка .

## Зона отдыха
Вокруг пруда располагается рекреационная зона площадью 8,6 га. В ней находятся несколько детских площадок для детей разных возрастов, спортивные зоны (площадки для волейбола и баскетбола, настольного тенниса и занятий на уличных тренажерах), территория для выгула собак, смотровая площадка и амфитеатр с видом на воду, лодочная станция. В сквере есть лестницы и спуски для маломобильных посетителей.